# لو کرملن-بیستر
شهر لو کرِملَن-بیسِتر (به فرانسوی: Le Kremlin-Bicêtre) در شهرستان ول-دو-مرن در ناحیه ایل-دو-فرانس با جمعیت ۲۵٬۵۶۷ نفر در کشور فرانسه واقع شده‌است

## نگارخانه

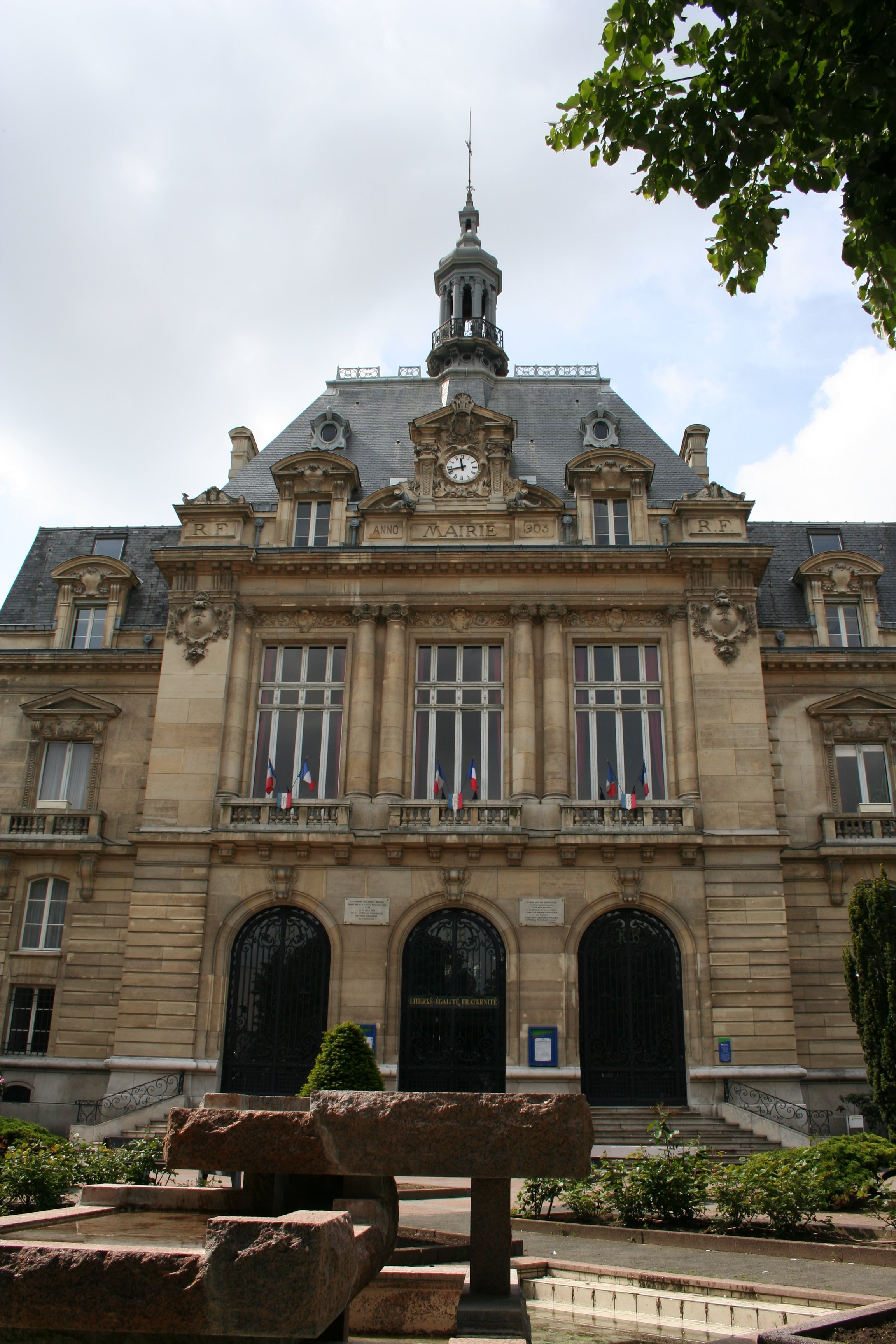
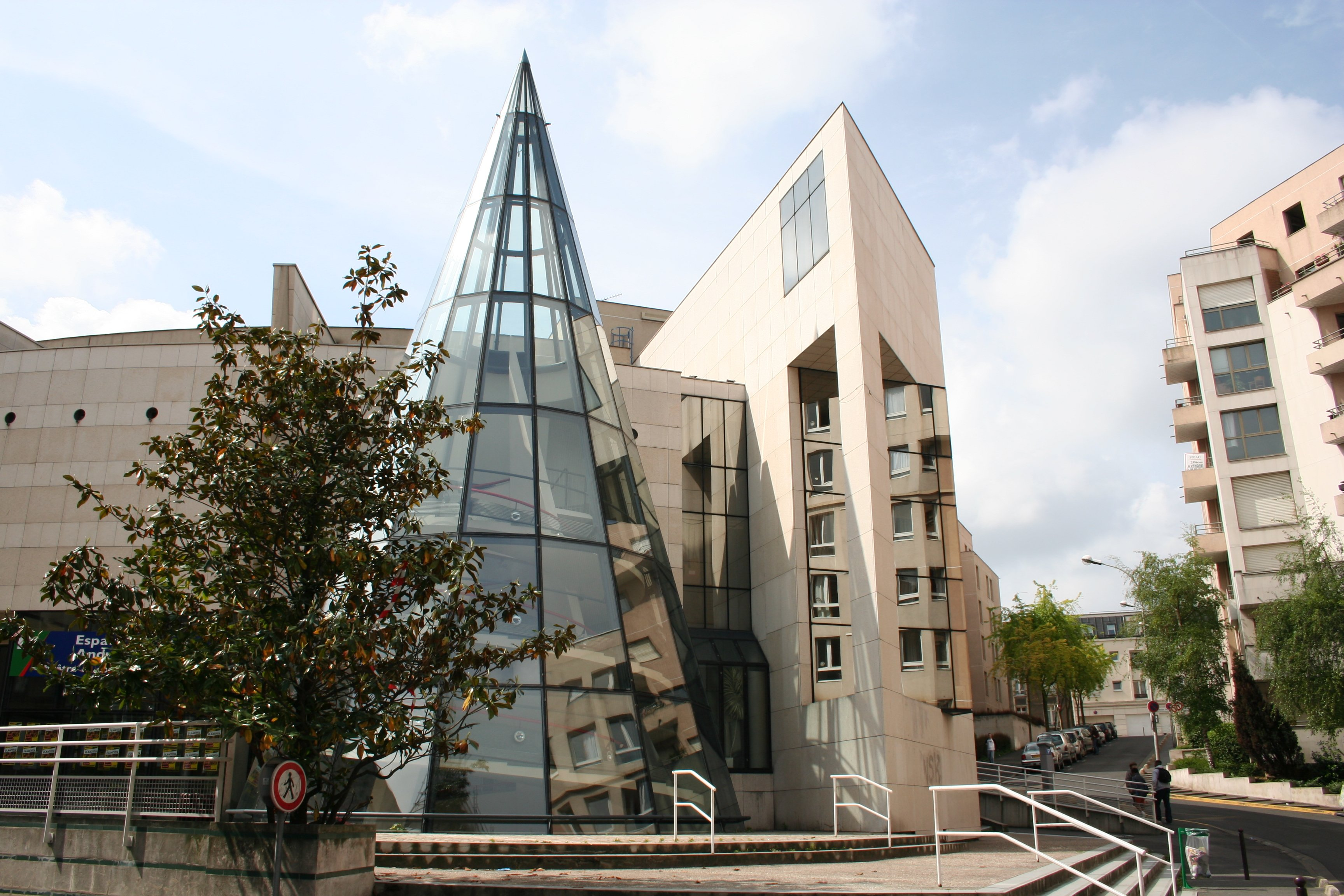